# 川上哲也
川上 哲也（かわかみ てつや）は、日本の男性アニメーター、キャラクターデザイナー。大阪府出身。株式会社A-1 Pictures所属。元スタジオ・ムー所属。

## 主な参加作品

### テレビアニメ
2000年
- 幻想魔伝 最遊記：原画

2006年
- 獣王星：作画監督
- ゴーストハント：プロップデザイン

2007年
- ゼロの使い魔〜双月の騎士〜：作画監督

2008年
- シゴフミ：キャラクターデザイン、総作画監督、作画監督、原画
- とある魔術の禁書目録：キーアニメーター、総作画監督、作画監督

2009年
- 鋼の錬金術師 FULLMETAL ALCHEMIST：作画監督、原画、第2期ED原画、第4期ED原画

2010年
- 俺の妹がこんなに可愛いわけがない：総作画監督

2011年
- THE IDOLM@STER：作画監督、原画

2012年
- ソードアート・オンライン：サブキャラクターデザイン・総作画監督

2013年
- 俺の妹がこんなに可愛いわけがない。：OP作画監督

2014年
- ロボットガールズZ：キャラクターデザイン
- 龍ヶ嬢七々々の埋蔵金：キャラクターデザイン

2015年
- 学戦都市アスタリスク：キャラクターデザイン、総作画監督

2017年
- 亜人ちゃんは語りたい：キャラクターデザイン・作画監督・原画、OP作画監督・原画、ED作画監督・原画

2018年
- 七つの大罪 戒めの復活：サブキャラクターデザイン・総作画監督、OP原画

2021年
- 86-エイティシックス-：キャラクターデザイン、総作画監督、作画監督

2022年
- かぐや様は告らせたい-ウルトラロマンティック-：総作画監督

2023年
- NieR:Automata Ver1.1a：作画監督、総作画監督

2024年
- 負けヒロインが多すぎる!：キャラクターデザイン

### 劇場アニメ
2007年
- 劇場版 灼眼のシャナ：作画監督、原画

### OVA
2004年
- ナースウィッチ小麦ちゃんマジカルて：原画

-
- 釣りバカ瑛花さん：作画監督

### その他
- 東映ロボットガールズ：キャラクターデザイン

### 小説の表紙・挿絵
- エンジェル・フェスタ!（著：鏡遊、MF文庫J）